# 女裝山脈
《女裝山脈》為腦内彼女於2011年6月17日發售的戀愛冒險類型成人游戏，2021年4月9由JAST USA發售英文版，並計畫於同年11月11日發售簡繁體中文版。作品以伪娘为主题，其特征是作品中没有真正的女性登场。

## 故事
數百年前，在一個外來文明尚未到達的村莊裡，流行著不知其名的瘟疫，瘟疫奪走很多村莊男人的生命。為了讓村莊免於男人滅絕的命運，村人向神明祈求，希望能讓村莊的子嗣延續，為了躲避瘟疫，村人讓男孩都穿上了女裝。
瘟疫的數百年後，主人公因為與女孩子相處不好而自我放逐來到了村莊所處的山裡，在滂沱大雨中昏迷，被村人發現送往這個被遺忘的村落。然而在數百年間，村裡的男孩早已穿慣了女生的裝束，甚至習慣了女生的舉止，連心裡也都是女孩子，喝了村中的靈泉後有了女性的生殖能力，村裡淡忘了怎麼成為男性這件事。迷失到這個村莊裡的主人公一眼就被村莊的人認出不同，是村里從來沒見過的男孩子，並被認為是神的使者。然而主人公卻誤以為自己進入了只有女性的國度，飄飄然的他甚至想到了在村莊娶妻生子，卻沒想過圍繞在他身邊的「女孩」其實「性別為男」這件事……

## 登場角色
度會行人
本作主人公，因為不擅長與女孩子交際而厭棄世事的大學生，因為迷路而来到了村莊，意外的發現與村中的「女孩」相處沒有平常的緊張感。
日枝田史緒（聲優：小倉結衣）
村中的偽娘巫女，擁有不可思議的疾病治癒能力，因此被村里尊崇著。任職巫女的她對於村中的信仰相當崇敬，會嚴厲地訓斥不尊重傳統的人。而因為對於信仰的尊崇，將主人公當作是神使，對行人大獻殷勤，似乎知道村中的秘密。
與人應對相當直接，平常是個溫柔的大姐姐，然而生氣時則會非常陰沉，臉上還會出現可怕的鬼面具。
可以通過請神讓土地神附身。
曲林静樹（聲優：鈴宮まい）
在森林中救了誤食毒蘑菇的主人公的偽娘，會用稱呼自己（日本女孩常用，常為男孩使用），喜歡對主人公惡作劇和看主人公因為惡作劇而惊慌失措。為了行動的方便常穿無袖的上衣與短裙，即使裙子常常飄起也不以為意，然而也是因為如此被主人公發現村中「女孩」的實際性別（行人滑倒事件）。個性活潑開朗，常在戶外走動，會在溪中釣魚，然而有時候也會因為只有自己一個人而感到寂寞，與人談話经常會陷入自我幻想中。
古屋敷由良（聲優：民安ともえ）
偽娘大小姐，由於父母忙於在外的建築業相關工作，因此與有親戚關係的史緒同住。因為父母不在村莊，因此知道了村子以外的事情，也有著較為正常的常識，然而由於沒有實際接觸，對於“性”似乎誤解了相當多的東西，這樣的錯誤也影響了静樹。表示穿女裝是自己原本的興趣，跟村子裡的習俗無關。後來才說出事實上是為了改變另外兩人的觀念，因此先融入他們。個性要強，有虐待的傾向，常對主人公施以毒舌。
巖神
主人公於夢中夢見的神祇，長相神似史緒，似乎與村莊的女裝現象有著深深的關係。

## 評價
《女裝山脈》於2011年獲得《2011年萌系遊戲大賞》的話題賞。
這是款男性向的BL或GL作品，與一般美少女遊戲的攻略角色不同的是，該遊戲可被攻略角色都是偽娘（又名為「男の娘」），也因此引起了玩家們對於遊戲設定的討論與迴響，在部分遊戲專賣店中甫一銷售即被搶購一空。

## 外部連結
- 官方網站 （页面存档备份，存于）（日語）